# Ulrike Kostka

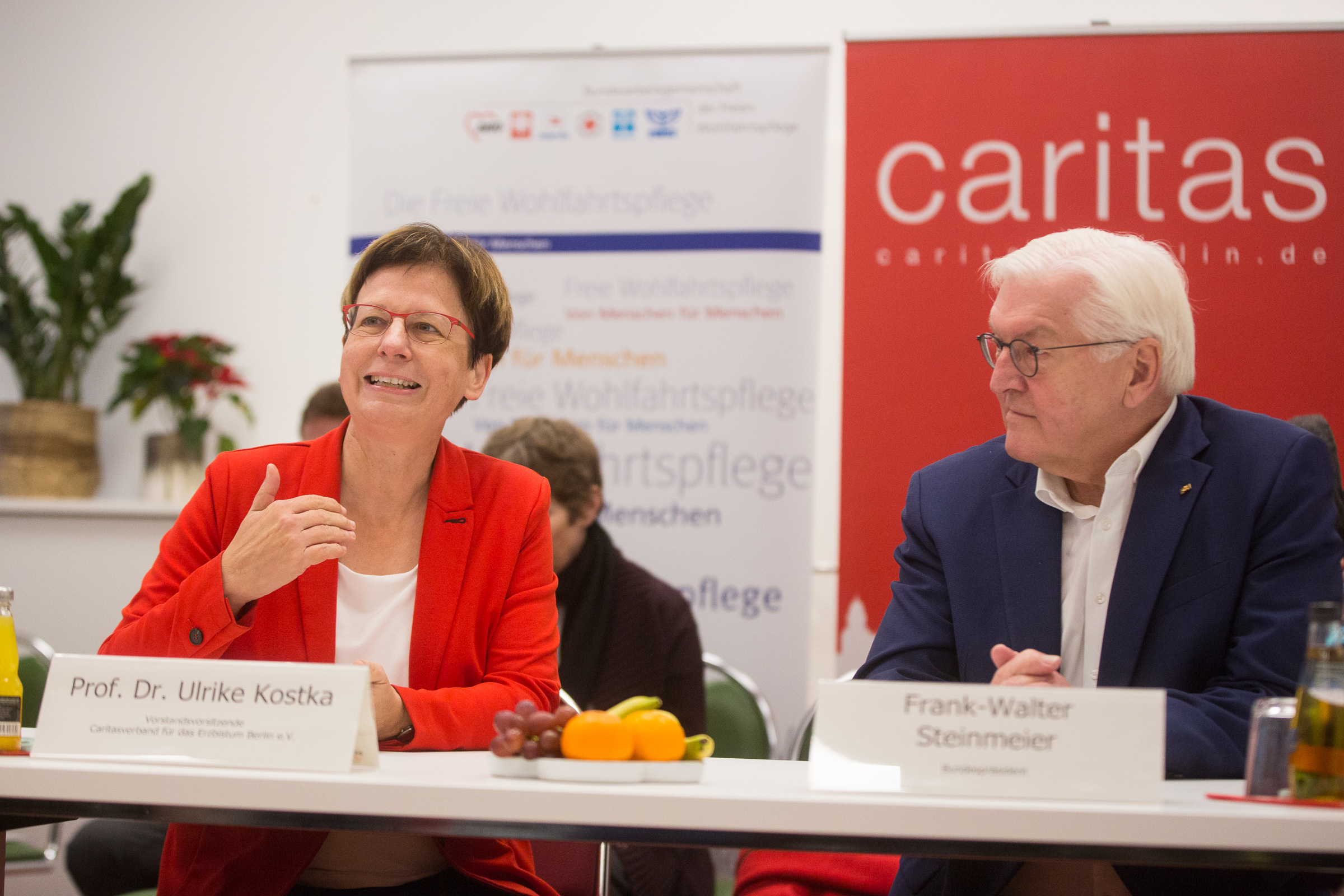
Kostka beim Besuch des Bundespräsidenten im Café für Suchtkranke und Wohnungslose im Haus der Caritas in Berlin-Mitte (2024) (Foto: Walter Wetzler)

Ulrike Kostka (* 4. Juni 1971 in Celle) ist eine deutsche Theologin, Diözesancaritasdirektorin und Vorstandsvorsitzende des Caritasverbandes für das Erzbistum Berlin sowie außerplanmäßige Professorin für Moraltheologie an der Universität Münster.

## Werdegang
Ulrike Kostka ist am 4. Juni 1971 in Celle geboren. Nach dem Abitur leistete Kostka einen Freiwilligendienst im Alten- und Pflegeheim der Salvatorianerinnen Beit Emmaus in Qubeibeh im Westjordanland.
Im Jahr 1990 begann Kostka das Studium der Katholischen Theologie in Münster, welches sie 1996 mit einem Diplom abschloss. Im Jahr 1993 trat Kostka ein Postulat bei den Vinzentinerinnen in Hildesheim an, entschied sich aber nach einem Jahr, die Ordensgemeinschaft wieder zu verlassen. Nach ihrem Diplom in Katholischer Theologie begann Kostka ein Promotionsprojekt am Seminar für Moraltheologie an der Universität Münster und studierte zugleich ab 1997 Gesundheitswissenschaften (Public Health) an der Universität Bielefeld. Von 1998 bis 2000 war Kostka wissenschaftliche Mitarbeiterin im Arbeitsbereich „Ethik im Gesundheitswesen“ am Institut für Wissenschaft und Ethik in Bonn. Im Juni 1999 schloss Kostka ihre Promotion an der Katholisch-Theologischen Fakultät Münster zum Menschenbild in der Medizin ab. Im Dezember desselben Jahres erhielt Kostka ebenfalls ihr Diplom im Fach Gesundheitswissenschaften (Master of Public Health).
Von April bis Oktober 2000 absolvierte Kostka einen Forschungsaufenthalt im Bereich Medizinethik an der Georgetown University in Washington D.C. und der Loyola University Chicago. Von 2001 bis 2004 war Kostka Habilitandin und Projektkoordinatorin in den NFP46-Forschungsprojekten „Ethische und rechtliche Aspekte der Organtransplantation“ und „Rechtsethische Probleme der Sammlung, Gewinnung und Verwendung von Stammzellen aus Nabelschnurblut“ an der Universität Basel. Im Oktober 2003 begann Kostka zudem ihre Arbeit als wissenschaftliche Assistentin des Präsidenten des Deutschen Caritasverbandes, Peter Neher. Im Juni 2005 schloss Kostka ihre Habilitation im Fach Moraltheologie zur Gerechtigkeit im Gesundheitswesen und in der Transplantationsmedizin an der Universität Münster ab. Kostka wurde zur Privatdozentin ernannt und ist seitdem Lehrbeauftragte für Theologische Ethik an der Universität Münster.
Ab 2005 leitete Kostka die Abteilung „Theologische und verbandliche Grundlagen“ und das Präsidenten- und Vorstandsbüro des Deutschen Caritasverbandes.
Seit dem 1. April 2012 ist sie Diözesancaritasdirektorin des Caritasverbandes für das Erzbistum Berlin. Im Juli 2012 wurde sie zudem zur außerordentlichen Professorin für Moraltheologie an der Universität Münster ernannt und lehrt theologische Ethik. Seit 2016 ist Kostka Vorsitzende der Katholischen Bundesarbeitsgemeinschaft Wohnungslosenhilfe (KAG W). Nach einer Satzungsreform wurde Kostka seit Januar 2018 ebenfalls Vorstandsvorsitzende des Caritasverbandes für das Erzbistum Berlin.

## Sozialpolitische Positionen
Sowohl im Land Berlin als auch auf Bundesebene engagiert sich Kostka in der Sozialpolitik.
Kostka setzt sich für eine Verbesserung der Lebensbedingungen von obdachlosen Menschen und deren medizinischer Versorgung ein und fordert darüber hinaus politische Maßnahmen zur Übernahme gesellschaftlicher Verantwortung gegen Wohnungsnot und Wohnungslosigkeit. Dazu gehören die Steigerung des öffentlichen, gemeinnützigen und genossenschaftlichen Wohnungsbestandes, die Beteiligung privater Immobilienunternehmen bei der Bereitstellung preisgünstigen Wohnraums, ein Stopp von Leerstand, Spekulation und Zweckentfremdung von Wohnraum sowie eine Sozialquote für geschützte Wohnraumsegmente. Außerdem fordert Kostka den Ausbau von Angeboten zur Prävention und Bekämpfung von Wohnungslosigkeit und die Verhinderung von Zwangsräumungen durch die Übernahme von Mietschulden.

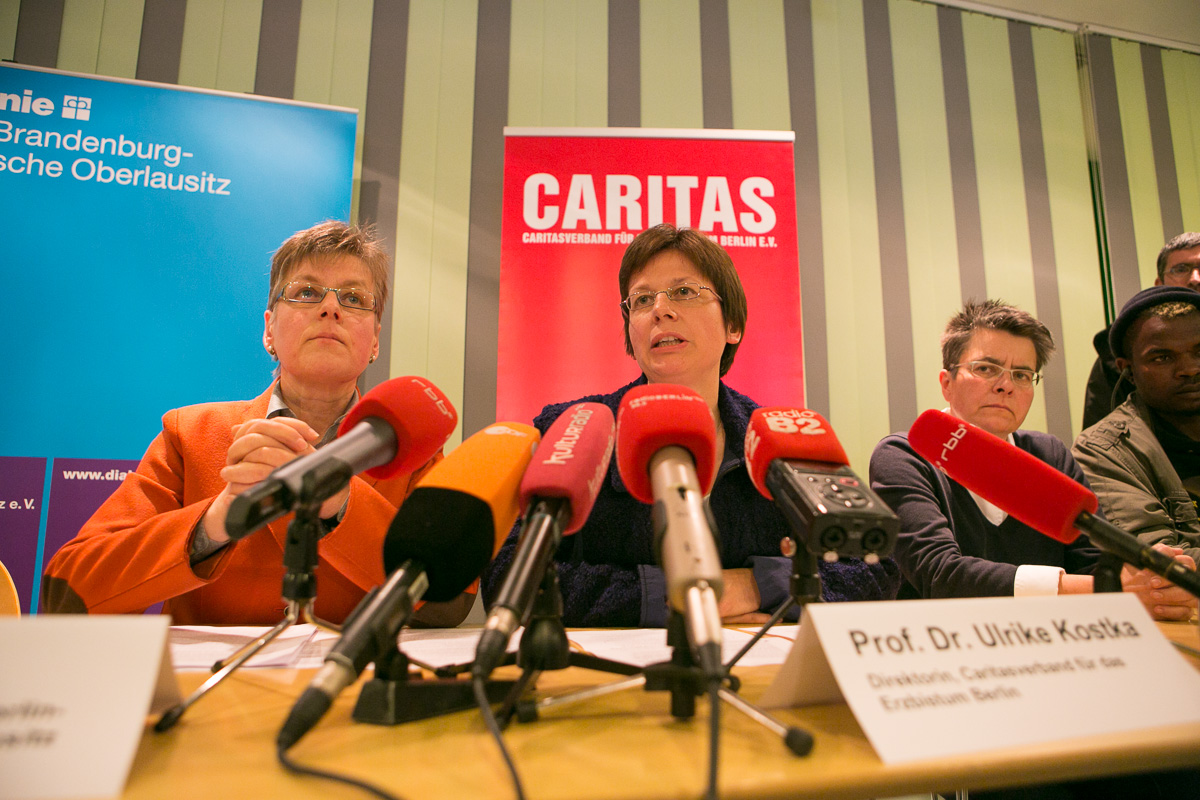
Kostka beim Runden Tisch zur Klärung humanitärer Fragen der Geflüchteten auf dem Oranienplatz in Berlin-Kreuzberg (2013) (Foto: Walter Wetzler)

Kostka befürwortet das Grundrecht auf Asyl und spricht sich für eine geregelte Form der Zuwanderung und eine gesteuerte Migration unter humanitären Bedingungen aus. Kostka vertritt die Haltung, dass es für eine gelingende Integration von zentraler Bedeutung ist, Migranten schnell in Arbeit, Schule und Beruf zu bringen. Zudem müssten die Ursachen für Flucht in den Heimatländern verbessert werden. Als 2013 das Protestcamp von Geflüchteten auf dem Oranienplatz in Berlin-Kreuzberg geräumt werden sollte, rief Kostka zusammen mit der Diakonie Berlin-Brandenburg-schlesische Oberlausitz einen Runden Tisch zur Klärung humanitärer Fragen der Geflüchteten mit Betroffenen und allen relevanten gesellschaftlichen Akteuren sowie Vertretern des Senats ein.
Kostka warnt vor den Folgen des Urteils des Bundesverfassungsgerichts vom 26. Februar 2020 zum ärztlich assistierten Suizid. Sie befürchtet eine Vernachlässigung der zugrundeliegenden Themen wie Einsamkeit, Verzweiflung und Hoffnungslosigkeit zugunsten des Autonomiegewinns. Kostka spricht sich dagegen aus, als kirchliche Einrichtungen Angebote zu Sterbehilfe zu fördern. Sie spricht sich stattdessen dafür aus, das Thema Suizid gesellschaftlich zu enttabuisieren, die Strukturen zur Suizidprävention sowie die Aufklärung zu verbessern und zugleich Palliativversorgung, Hospizarbeit und Beratung als Angebote der Suizidprävention auszubauen.
Kostka engagiert sich im Bereich der Gesundheits- und Pflegepolitik. Sie setzt sich für die Überarbeitung der Krankenhausreform ein und engagiert sich für eine umfassende Reform der Pflege, die auch die Arbeitsbedingungen beinhaltet. Der Kritik an der Entscheidung der Arbeitsrechtlichen Kommission der Caritas und der Diakonie, dem von ver.di und der BVAP verhandelten Tarifbetrag zu bundesweit einheitlichen Mindestbedingungen nicht zuzustimmen, widerspricht Kostka mit dem Hinweis auf die Tarifautonomie. Zudem hätte der verhandelte Mindesttarif deutlich unter der Vergütung der Caritas gelegen und somit keine angemessene Bezahlung von Pflegekräften ermöglicht, zumal Zuschläge und Überstundenregelungen nicht geregelt wurden. Kostka spricht sich stattdessen dafür aus, die Tariffrage gemeinsam mit der längst notwendigen Pflegereform anzugehen, um eine gemeinwohlorientierte Pflege in Zukunft zu sichern.
Kostka sieht die gemeinnützige Wohlfahrtspflege in Deutschland als unverzichtbare Säule des Sozialstaates aber auch auf Seiten der gemeinnützigen Verbände die Verpflichtung, Herkunft und Höhe von Zuwendungen und Entgelten offen und klar zu kommunizieren und für alle zugänglich zu machen. So setzt sie sich für Transparenz bei der Spitzenverbandsfinanzierung, die Veröffentlichung von Geschäftsführungs- und Vorstandsgehältern sowie die strikte Trennung von Geschäftsführungs- und Aufsichtsfunktionen in Wohlfahrtsverbänden aus.
Kostka befürwortet das Selbstbestimmungsrecht der Kirchen, u. a. in Hinsicht auf das kirchliche Arbeitsrecht, den sogenannten Dritten Weg. Gleichzeitig unterstützt sie die Öffnung des kirchlichen Arbeitsrechts und setzt sich für Diversität und Vielfalt von individuellen Lebensformen, Konfessionen, Religionen und Weltanschauungen ein. Kostka spricht sich für arbeitsrechtliche Konsequenzen für Mitarbeitende aus, die offen extremistische Positionen vertreten, und setzt sich für eine weltoffene Kirche ein.

## Veröffentlichungen

### Monografien
- Kostka, U., Der Mensch in Krankheit, Heilung und Gesundheit im Spiegel der modernen Medizin. Eine biblische und theologisch-ethische Reflexion, Münster 2000.
- Kostka, U., Gerechtigkeit im Gesundheitswesen und in der Transplantationsmedizin. Mehrdimensionale Handlungsfelder als systematische und normative Herausforderung für die Bioethik und Theologische Ethik, Basel 2008.
- Kostka, U.; Riedl, A., Ethisch entscheiden im Team. Ein Leitfaden für soziale Einrichtungen, Freiburg im Breisgau 2009.

#### Mitherausgeberschaften
- Bondolfi, A.; Kostka, U.; Seelmann, K. (Hg.), Hirntod und Organspende, Basel 2003.
- Becchi, P.; Bondolfi, A.; Kostka, U.; Seelmann, K. (Hg.), Organallokation. Ethische und rechtliche Fragen, Basel 2004.
- Schramm, M.; Große Kracht, H.-J., Kostka, U. (Hg.), Der fraglich gewordene Sozialstaat. Aktuelle Streitfelder – ethische Grundlagenprobleme, Paderborn u. a. 2006.
- Becchi, P.; Bondolfi, A.; Kostka, U.; Seelmann, K. (Hg.), Die Zukunft der Transplantation von Zellen, Geweben und Organen, Basel 2007.

### Rezensionen
- Fuchs, B.; Fobler-Fumasoli, N., Hilft der Glaube? Heilung auf dem Schnittpunkt zwischen Theologie und Medizin, Münster 2002, in: Zeitschrift für medizinische Ethik 49/3 (2003), 312–315.
- Sitter-Liver, B., Gerechte Organallokation. Zur Verteilung knapper Güter in der Transplantationsmedizin, Fribourg 2003, in: Bioethica Forum 42 (2004), 10–11.
- Siegmann-Würth, L., Ethik in der Palliative Care. Theologische und medizinische Erkundungen, in: Theologische Revue Nr. 2 (2012), 1–2.
- Kostka, U., Vielfalt als Chance, in: Neue Caritas 16 (2020), 42. Rezension zu: Verband katholischer Tageseinrichtungen für Kinder (KTK), Vielfältige Teams. Die Religionszugehörigkeit von Fachkräften in katholischen Kitas, Freiburg 2020.